# Pihenő bányász (Dorog)

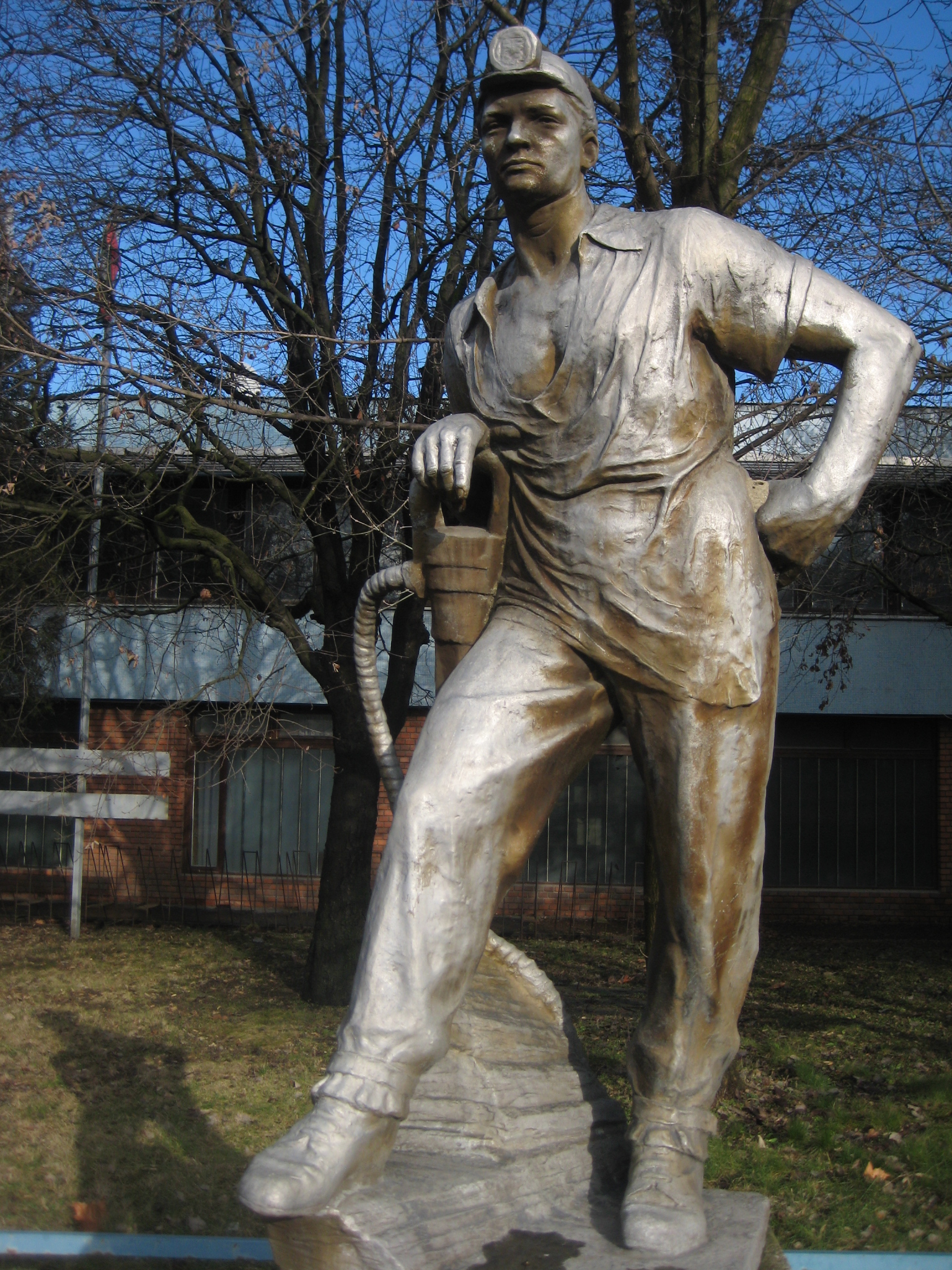
A Pihenő bányász

A Pihenő bányász egy alumíniumszobor Dorogon.

## Története
A betonalapon álló alumíniumszobrot a Munkácsy-díjas szobrászművész, Kucs Béla készítette. 1952-ben állították, elismerésként a veszélyes és nehéz munkát végző szénbányászoknak. A méretarányosan készített, határozott tekintetű bányász egy fejtőkalapácsra támaszkodva pihen.
Az alkotó bronzból is elkészítette a szobor mását. Ezt két évvel később, Rákospalotán avatták fel.
Dorog Város Önkormányzata újonnan kialakított egy teret a vasútállomás környezetében, ahová 2020. október 30-án átkerült a szobor a Rákóczi utcából.